# 格奧爾根貝格山 (上奧地利州米歇爾多夫)
47°52′24.1″N 14°8′17.3″E / 47.873361°N 14.138139°E

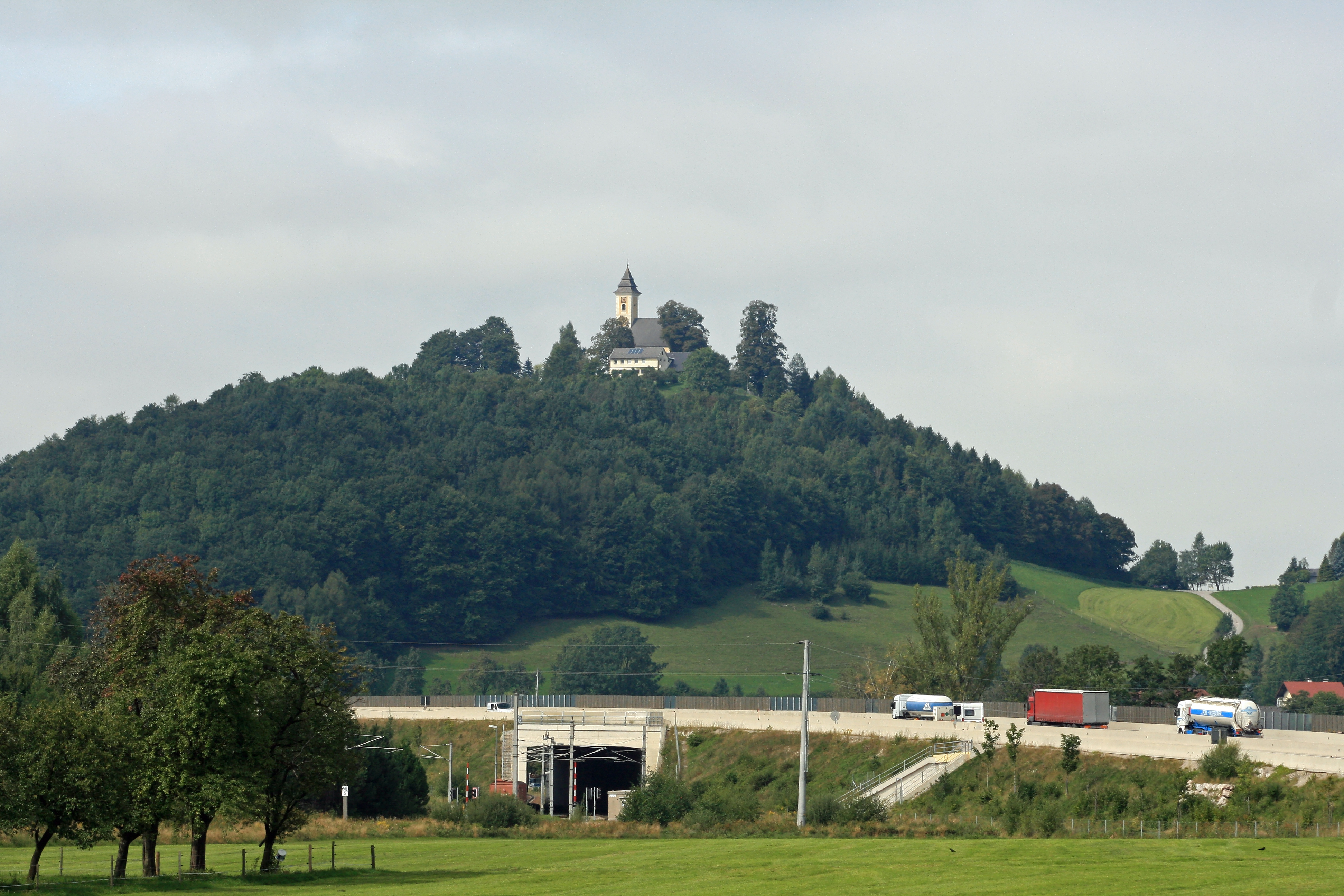

格奧爾根貝格山（德語：Georgenberg），是奧地利的山峰，位於該國北部，由上奧地利州負責管轄，處於上奧地利州米歇爾多夫，海拔高度594米，每年平均降雨量1,578毫米。